# Europapokal der Pokalsieger 1995/96
Der Europapokal der Pokalsieger 1995/96 war die 36. Ausspielung des Wettbewerbs der europäischen Fußball-Pokalsieger. 48 Klubmannschaften aus 47 Ländern nahmen teil, darunter Titelverteidiger Real Saragossa, 38 nationale Pokalsieger und 9 unterlegene Pokalfinalisten (FC Dinamo Batumi, AEK Athen, AC Parma, FK Obilić, FK Žalgiris Vilnius, Sileks Kratovo, GKS Katowice, Váci FC und DAG Liepāja). Erstmals vertraten Mannschaften die jetzt unabhängigen Ex-UdSSR-Staaten Aserbaidschan, Armenien, Georgien und aus den ehemals jugoslawischen Teilrepubliken Mazedonien und Serbien und Montenegro am Start. Kroatien entsandte in dieser Saison keine Mannschaft.
Aus Deutschland waren DFB-Pokalsieger Borussia Mönchengladbach, aus Österreich ÖFB-Cupsieger SK Rapid Wien, aus der Schweiz Cupsieger FC Sion und aus Liechtenstein Pokalsieger FC Vaduz am Start.
Das Finale im König-Baudouin-Stadion von Brüssel gewann Paris Saint-Germain mit 1:0 gegen Rapid Wien und damit erstmals eine Mannschaft aus Frankreich diesen Wettbewerb.
Torschützenkönig wurde der Tscheche Petr Samec von SK Hradec Králové mit 9 Toren.

## Modus
Die Teilnehmer spielten wie gehabt im reinen Pokalmodus mit Hin- und Rückspielen den Sieger aus. Gab es nach beiden Partien Torgleichstand, entschied die Anzahl der auswärts erzielten Tore (Auswärtstorregel). War auch deren Anzahl gleich fand im Rückspiel eine Verlängerung statt, in der auch die Auswärtstorregel galt. Herrschte nach Ende der Verlängerung immer noch Gleichstand, wurde ein Elfmeterschießen durchgeführt. Das Finale wurde in einem Spiel auf neutralem Platz entschieden. Bei unentschiedenem Spielstand nach Verlängerung wäre der Sieger ebenfalls in einem Elfmeterschießen ermittelt worden.

## Qualifikation
Die Hinspiele fanden am 9./10. August, die Rückspiele am 22./24. August 1995 statt.
|                     | Gesamt          |                          | Hinspiel | Rückspiel |
| ------------------- | --------------- | ------------------------ | -------- | --------- |
| CS Grevenmacher     | 3:4             | KR Reykjavík             | 3:2      | 0:2       |
| Tiligul Tiraspol    | 2:3             | FC Sion                  | 0:0      | 2:3       |
| Turku PS            | 1:3             | KS Teuta Durrës          | 1:0      | 0:3       |
| FC Vaduz            | 01:14           | SK Hradec Králové        | 0:5      | 1:9       |
| APOEL Nikosia       | 3:0             | Neftçi Baku              | 3:0      | 0:0       |
| AFC Wrexham         | 0:1             | Petrolul Ploiești        | 0:0      | 0:1       |
| FC Valletta         | 2:5             | Internácional Bratislava | 0:0      | 2:5       |
| Schachtar Donezk    | 5:1             | Linfield FC              | 4:1      | 1:0       |
| FK Žalgiris Vilnius | 3:2             | NŠ Mura                  | 2:0      | 1:2       |
| GKS Katowice        | 2:2 (4:5 i. E.) | FC Ararat Jerewan        | 2:0      | 0:2 n. V. |
| FK Obilić           | 2:3             | FC Dinamo Batumi         | 0:1      | 2:2       |
| Derry City          | 1:2             | Lokomotive Sofia         | 1:0      | 0:2       |
| Maccabi Haifa       | 6:3             | KÍ Klaksvík              | 4:0      | 2:3       |
| Dinamo-93 Minsk     | 2:3             | Molde FK                 | 1:1      | 1:2       |
| DAG Liepāja         | 3:0             | FC Lantana/Marlekor      | 13:0 1   | 0:0       |
| Váci FC             | 2:4             | Sileks Kratovo           | 1:1      | 1:3       |

## 1. Runde
Die Hinspiele fanden am 14. September, die Rückspiele am 28. September 1995 statt.
|                          | Gesamt    |                     | Hinspiel | Rückspiel |
| ------------------------ | --------- | ------------------- | -------- | --------- |
| DAG Liepāja              | 00:13     | Feyenoord Rotterdam | 0:7      | 0:6       |
| FC Brügge                | 2:1       | Schachtar Donezk    | 1:0      | 1:1       |
| FC Dinamo Batumi         | 2:7       | Celtic Glasgow      | 2:3      | 0:4       |
| SK Hradec Králové        | 7:2       | FC Kopenhagen       | 5:0      | 2:2       |
| Lokomotive Sofia         | (a)3:3(a) | Halmstads BK        | 3:1      | 0:2       |
| KR Reykjavík             | 3:6       | FC Everton          | 2:3      | 1:3       |
| Internácional Bratislava | 1:5       | Real Saragossa      | 0:2      | 1:3       |
| SK Rapid Wien            | 3:1       | Petrolul Ploiești   | 3:1      | 0:0       |
| Molde FK                 | 2:6       | Paris Saint-Germain | 2:3      | 0:3       |
| FK Dynamo Moskau         | 4:1       | FC Ararat Jerewan   | 3:1      | 1:0       |
| AEK Athen                | 4:2       | FC Sion             | 2:0      | 2:2       |
| Borussia Mönchengladbach | 6:2       | Sileks Kratovo      | 3:0      | 3:2       |
| KS Teuta Durrës          | 0:4       | AC Parma            | 0:2      | 0:2       |
| FK Žalgiris Vilnius      | 2:3       | Trabzonspor         | 2:2      | 0:1       |
| Sporting Lissabon        | 4:0       | Maccabi Haifa       | 4:0      | 0:0       |
| APOEL Nikosia            | 0:8       | Deportivo La Coruña | 0:0      | 0:8       |

## 2. Runde
Die Hinspiele fanden am 19. Oktober, die Rückspiele am 2. November 1995 statt.
|                          | Gesamt          |                     | Hinspiel | Rückspiel |
| ------------------------ | --------------- | ------------------- | -------- | --------- |
| Sporting Lissabon        | 2:4             | SK Rapid Wien       | 2:0      | 0:4 n. V. |
| FK Dynamo Moskau         | 1:1 (3:1 i. E.) | SK Hradec Králové   | 1:0      | 0:1 n. V. |
| Halmstads BK             | 3:4             | AC Parma            | 3:0      | 0:4       |
| Paris Saint-Germain      | 4:0             | Celtic Glasgow      | 1:0      | 3:0       |
| Real Saragossa           | 3:1             | FC Brügge           | 2:1      | 1:0       |
| Borussia Mönchengladbach | 5:1             | AEK Athen           | 4:1      | 1:0       |
| FC Everton               | 0:1             | Feyenoord Rotterdam | 0:0      | 0:1       |
| Trabzonspor              | 0:4             | Deportivo La Coruña | 0:1      | 0:3       |

## Viertelfinale
Die Hinspiele fanden am 3. März, die Rückspiele am 21. März 1996 statt.
|                          | Gesamt |                     | Hinspiel | Rückspiel |
| ------------------------ | ------ | ------------------- | -------- | --------- |
| FK Dynamo Moskau         | 0:4    | SK Rapid Wien       | 0:1      | 0:3       |
| AC Parma                 | 2:3    | Paris Saint-Germain | 1:0      | 1:3       |
| Deportivo La Coruña      | 2:1    | Real Saragossa      | 1:0      | 1:1       |
| Borussia Mönchengladbach | 2:3    | Feyenoord Rotterdam | 2:2      | 0:1       |

## Halbfinale
Die Hinspiele fanden am 4. April, die Rückspiele am 18. April 1996 statt.
|                     | Gesamt |                     | Hinspiel | Rückspiel |
| ------------------- | ------ | ------------------- | -------- | --------- |
| Deportivo La Coruña | 0:2    | Paris Saint-Germain | 0:1      | 0:1       |
| Feyenoord Rotterdam | 1:4    | SK Rapid Wien       | 1:1      | 0:3       |

## Finale
| Paris Saint-Germain                             | Paris Saint-Germain | SK Rapid Wien | SK Rapid Wien | Aufstellung                                         |
| ----------------------------------------------- | --- | --- | ------------- | --------------------------------------------------- |
| Paris Saint-Germain                             | \| 8. Mai 1996 in Brüssel (König-Baudouin-Stadion) \| \| Ergebnis: 1:0 (1:0) \| \| Zuschauer: 38.402[1] \| \| Schiedsrichter: Pierluigi Pairetto ( Italien) \|                                                                                 | \| 8. Mai 1996 in Brüssel (König-Baudouin-Stadion) \| \| Ergebnis: 1:0 (1:0) \| \| Zuschauer: 38.402[1] \| \| Schiedsrichter: Pierluigi Pairetto ( Italien) \|                                                                | SK Rapid Wien | Aufstellung Paris Saint-Germain gegen SK Rapid Wien |
| Paris Saint-Germain                             | Bernard Lama – Paul Le Guen, Bruno N’Gotty, Alain Roche, Laurent Fournier (77. Francis Llacer) – Youri Djorkaeff, Daniel Bravo, Patrick Colleter, Vincent Guérin – Patrice Loko, Raí (12. Julio César Dely Valdés) Cheftrainer: Luis Fernández | Michael Konsel – Trifon Iwanow, Peter Schöttel, Michael Hatz, Peter Guggi – Dietmar Kühbauer, Andreas Heraf, Peter Stöger, Stephan Marasek – Carsten Jancker, Christian Stumpf (46. Zoran Barišić) Cheftrainer: Ernst Dokupil | SK Rapid Wien | Aufstellung Paris Saint-Germain gegen SK Rapid Wien |
| Paris Saint-Germain                             | 1:0 Bruno N’Gotty (28.) | | SK Rapid Wien | Aufstellung Paris Saint-Germain gegen SK Rapid Wien |
| Paris Saint-Germain                             | Laurent Fournier, Bruno N’Gotty | Carsten Jancker, Peter Schöttel, Michael Hatz, Andreas Heraf, Peter Stöger | SK Rapid Wien | Aufstellung Paris Saint-Germain gegen SK Rapid Wien |
| 8. Mai 1996 in Brüssel (König-Baudouin-Stadion) | | |               |                                                     |
| Ergebnis: 1:0 (1:0)                             | | |               |                                                     |
| Zuschauer: 38.402                               | | |               |                                                     |
| Schiedsrichter: Pierluigi Pairetto ( Italien)   | | |               |                                                     |

## Eingesetzte Spieler Paris St. Germain
| Paris St. Germain | |
| Paris St. Germain | - Tor: Bernard Lama (7/-); Richard Dutruel (2/-) - Abwehr: Paul Le Guen (9/1); Patrick Colleter (9/-); Francis Llacer (9/-); Bruno N’Gotty (7/1); Stéphane Mahé (6/-); José Cobos (4/-); Alain Roche (4/-); Oumar Dieng (3/-) - Mittelfeld: Youri Djorkaeff (8/4); Daniel Bravo (8/-); Vincent Guérin (8/-); Laurent Fournier (8/-); Raí (6/2) - Sturm: Patrice Loko (8/4); Pascal Nouma (8/3); Julio Dely Valdés (6/1); Bernard Allou (3/-) - Trainer: Luis Fernández |

* Xavier Gravelaine (1/-) verließ den Verein während der Saison.

## Beste Torschützen
| Rang | Spieler          | Klub                | Tore |
| ---- | ---------------- | ------------------- | ---- |
| 1    | Petr Samec       | FC Hradec Králové   | 9    |
| 2    | Carsten Jancker  | SK Rapid Wien       | 6    |
|      | Bebeto           | Deportivo La Coruña | 6    |
| 4    | Christian Stumpf | SK Rapid Wien       | 4    |
|      | Youri Djorkaeff  | Paris St. Germain   | 4    |
|      | Patrice Loko     | Paris St. Germain   | 4    |
|      | Michael Obiku    | Feyenoord Rotterdam | 4    |
|      | Regi Blinker     | Feyenoord Rotterdam | 4    |
|      | Andreas Thom     | Celtic Glasgow      | 4    |
|      | Mihajlo Biberčić | KR Reykjavík        | 4    |